# Helioprosopa velada
Helioprosopa velada là một loài ruồi trong họ Tachinidae.